# Піщана (притока Водяної)
Піща́на — річка в Україні, ліва притока Водяної. Басейн Дніпра. Довжина 12 км. Площа водозбірного басейну 113 км². Похил 3,7 м/км. Долина балкового типу. Заплава двостороння. Річище слабовиражене. Використовується на зрошування.
Бере початок на півночі Донецька у Київському районі поблизу донецького аеропорту. Тече територією Ясинуватського району та впадає у Водяну поблизу с. Первомайське.